# Baccara (Glücksspiel)

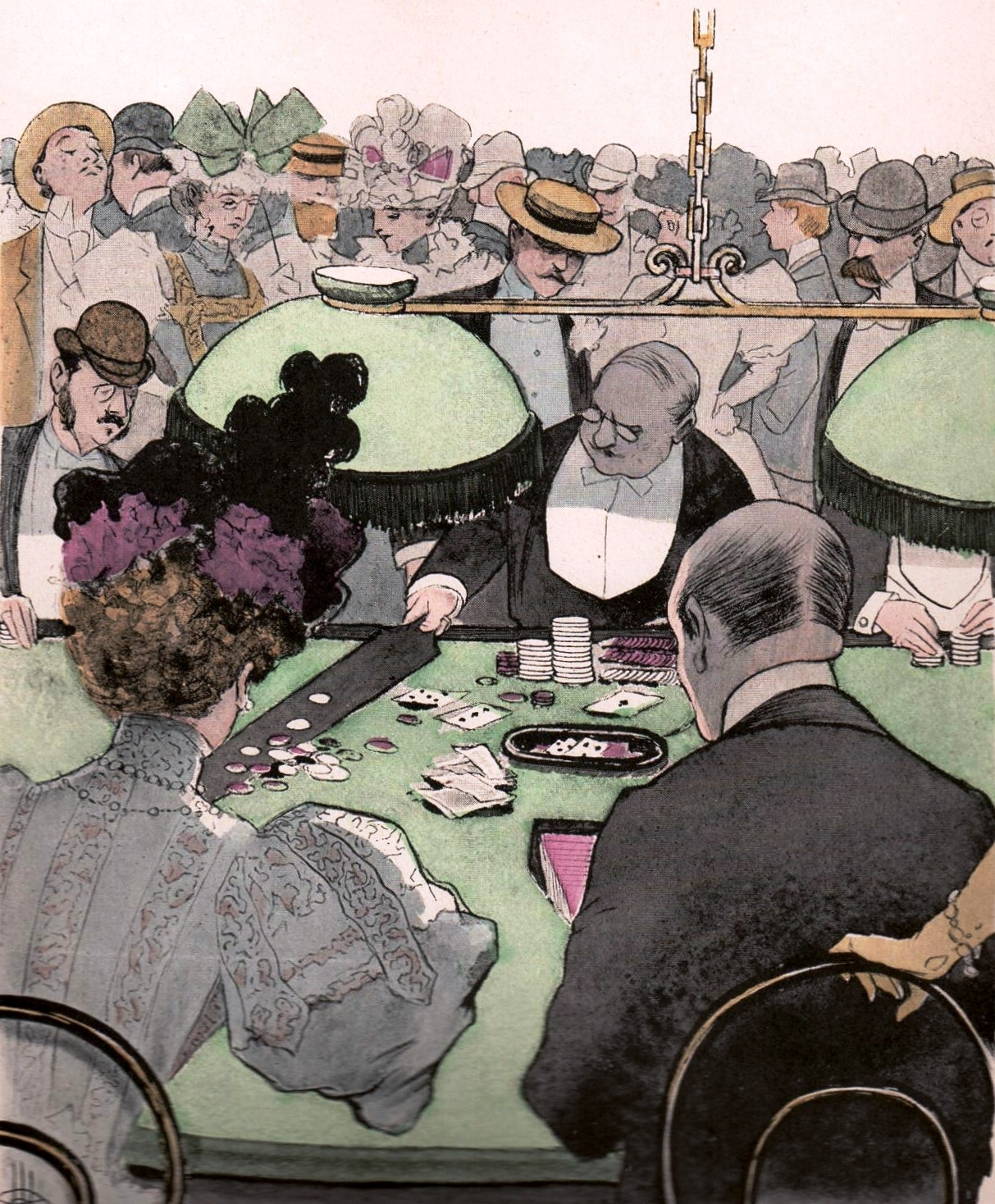
Eine Partie Baccara, Zeichnung von Albert Guillaume um 1897

Baccara, auch Baccarat oder Bakkarat, ist ein Karten-Glücksspiel.
Die französische Schreibweise Baccara ist im deutschen Sprachraum heute am weitesten verbreitet, die Schreibung Bakkarat ist praktisch verschwunden; im englischen Sprachraum findet man neben Baccara auch Baccarat mit einem stummen „t“ am Ende.
Das Spiel soll häufigen Behauptungen zufolge in Neapel im 16. Jahrhundert erfunden worden sein und der Name seinen Ursprung in einem neapolitanischen Dialekt haben, in dem Baccara Null bedeutet. Möglicherweise leitet sich der Name des Spiels auch von der nahe Lunéville gelegenen Stadt Baccarat ab.
Trotz dieser Aussagen bezüglich des hohen Alters, wie man sie auch oft in Spielbeschreibungen von Kasinos liest, ist Baccara – entsprechend den Forschungen von David Parlett – wahrscheinlich wesentlich jünger und erst zu Beginn des 19. Jahrhunderts entstanden.
Baccara wurde früher in zwei Hauptvarianten in den Spielbanken angeboten: Baccara chemin de fer und Baccara banque. Von diesen beiden Spielweisen existieren noch weitere Variationen, heute ist fast ausschließlich die Variante Punto Banco anzutreffen.
Die Bezeichnung Chemin de fer (franz. „Eisenbahn“) wird vielfach dadurch erklärt, dass der Kartenschlitten bei dieser Spielart gleich einer kleinen Eisenbahn seine Runden zieht. Chemin de fer ist James Bonds Lieblingsspiel und war auch ein beliebter Zeitvertreib des englischen Königs Eduard VII., der als Prince of Wales im Zuge des Tranby Croft oder Royal Baccarat Scandal sogar als Zeuge vor Gericht aussagen musste. Im angelsächsischen Sprachraum wird Chemin de fer auch Chemmy genannt.
Ein dem Baccara ähnliches Spiel und möglicherweise ein Vorläufer ist Macao.

## Allgemeines

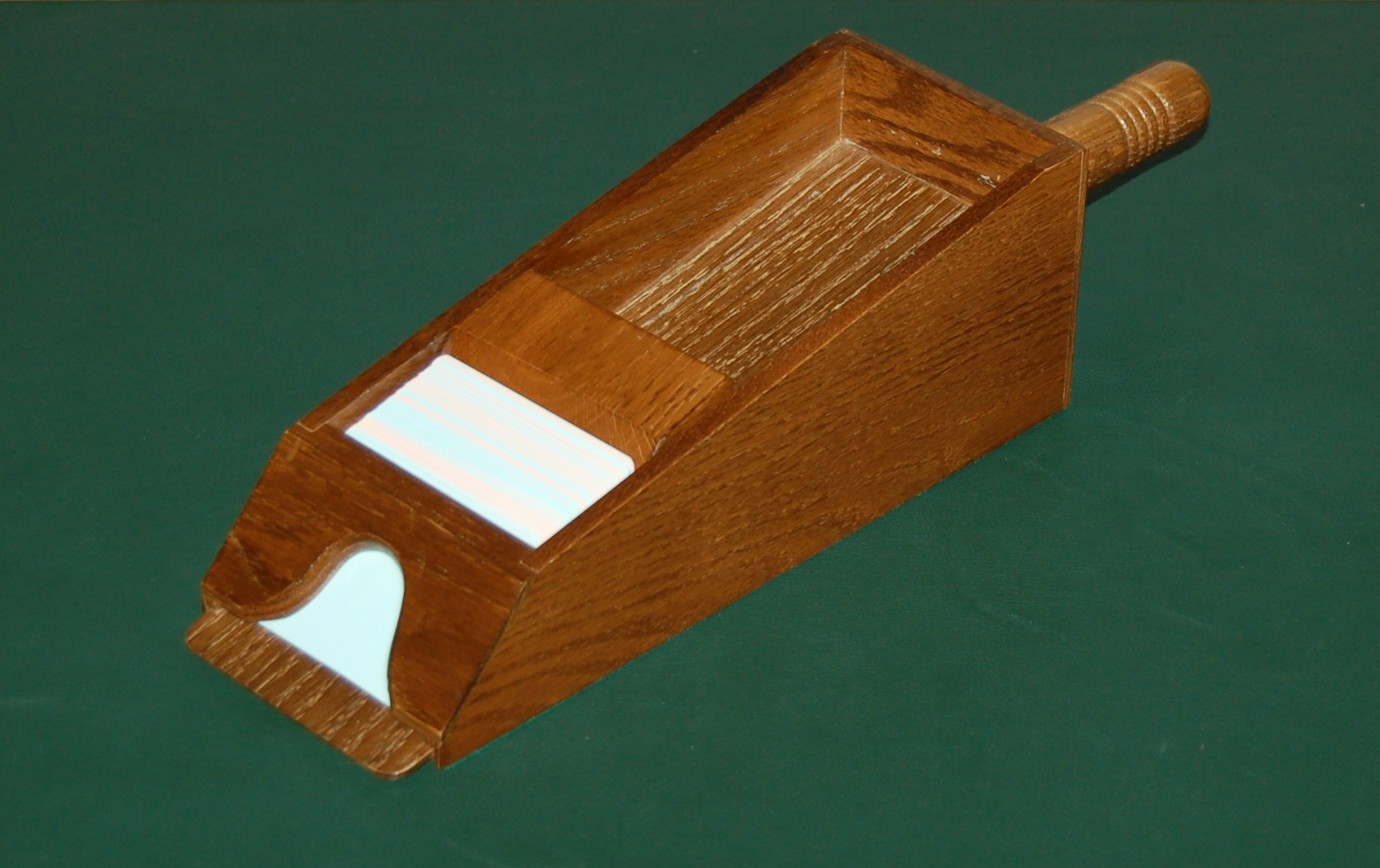
Kartenschlitten

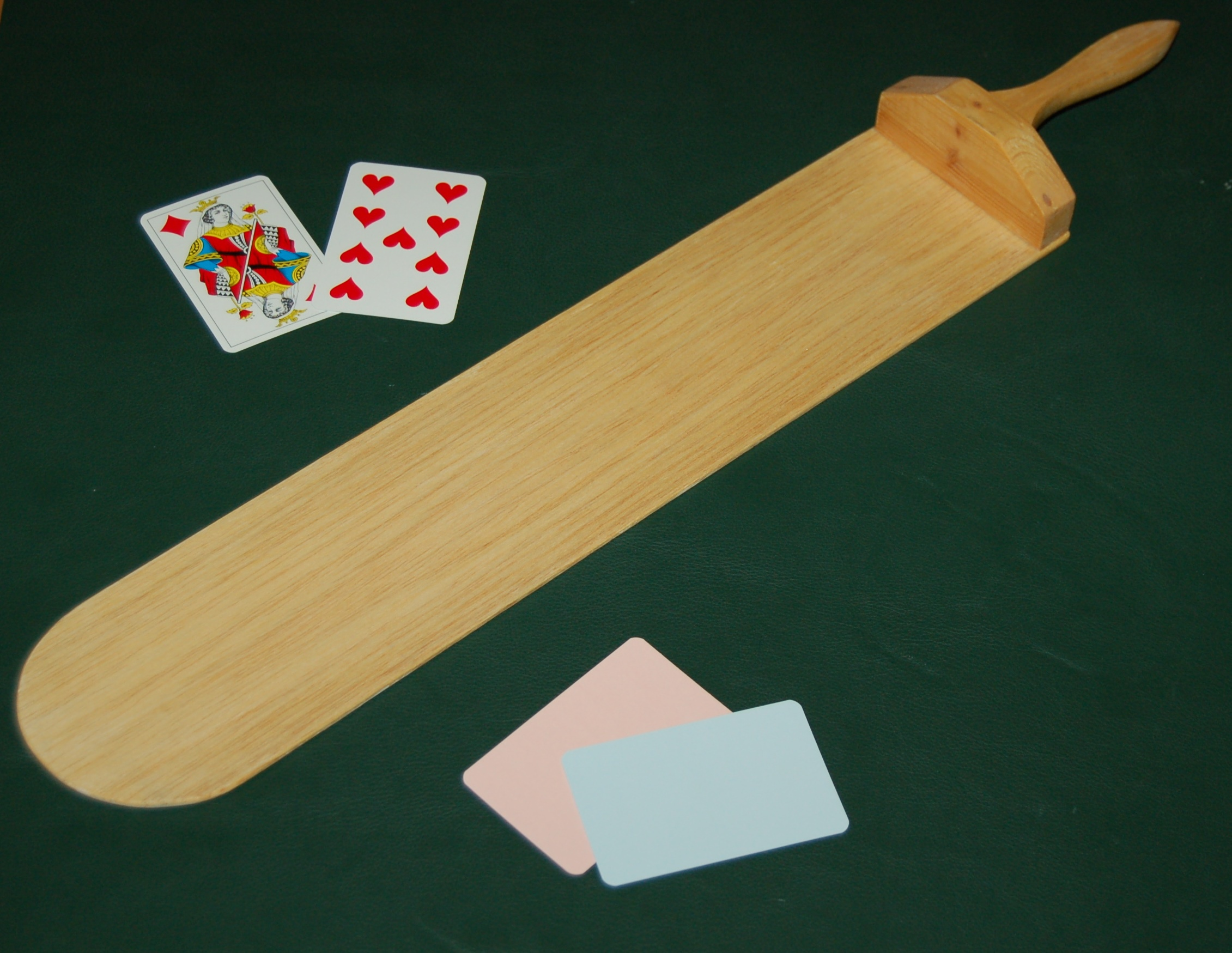
Palette und Karten

Baccara wird im Allgemeinen mit sechs Paketen französischer Spielkarten à 52 Blatt, also 312 Blatt, gespielt (Ausnahmen siehe unten). Echte Baccara-Karten tragen keine Index-Zeichen und besitzen gleichmäßig einfarbige Rückseiten ohne Muster. In Spielbanken werden in der Regel drei Pakete mit hellrosa und drei Pakete mit hellblauen Rücken verwendet.
Ziel des Spiels ist es, mit zwei oder drei Karten neun Punkte zu erzielen, oder zumindest näher an neun Punkte heranzukommen als der Gegner. Die Zählwerte der Karten sind: Ass ein Punkt, Zweier bis Neuner zählen zwei bis neun Punkte, Zehner und Bilder jedoch null Punkte. Ergeben die Karten in Summe zehn oder mehr Punkte, so zählt nur die Einerstelle; hat ein Spieler z. B. eine Sieben und eine Fünf, so zählt dies (7 + 5 = 12) zwei Punkte; hat er hingegen eine Sechs und eine Vier, so zählt dies (6 + 4 = 10) null Punkte oder eben „Baccara“.
Der leitende Croupier wird beim Baccara Chef de partie oder Tailleur genannt; ihm steht der Changeur, der Jetons wechselt, zur Seite.

## Baccara chemin de fer

### Grundregeln

#### Vorbereitungen
Zu Beginn einer Partie werden die Karten vom Croupier gemischt und von einem Spieler coupiert (abgehoben), dabei ist folgendes Zeremoniell üblich: Der Croupier legt die Karten offen auf den Tisch und verrührt diese mit beiden Händen, nach einiger Zeit wendet er die Karten, setzt das Rühren mit den nun verdeckten Karten fort und schichtet sie zu einem Stapel (die sogenannte Taille). Zum Coupieren (Schneiden, Abheben) steckt der Spieler, der zur Linken des Croupiers sitzt, eine neutrale beidseitig rote Karte (Carte de coupe) an der Stelle in den Stapel, wo er abgehoben haben möchte. Das Abheben selbst führt wiederum der Croupier durch. Dieser steckt nun eine weitere neutrale Karte (Carte d' arrêt) vor die siebtletzte Karte und legt den Stapel in den Kartenschlitten (frz. Sabot, „Pantine“ oder „Holzschuh“; engl.: shoe). Wenn später die neutrale Karte erscheint, wird der eben begonnene Coup (d. h. das eben begonnene einzelne Spiel) zu Ende gespielt, und danach werden die Karten neu gemischt. Bevor die erste Karte zum ersten Coup ausgeteilt wird, werden gelegentlich – abhängig von unterschiedlichen Hausregeln – eine oder mehrere Karten verdeckt beiseite gelegt (man sagt diese Karten werden gebrannt).

#### Ablauf eines Spieles
Der Spieler, der zur Rechten des Croupiers sitzt, wird Banquier (Bankhalter, Bankier) im ersten Spiel und übergibt dem Croupier seinen Einsatz, den er als Banksumme (Banco) riskieren möchte. Die übrigen Spieler, die Pointeure, setzen nun gegen die Bank.
Übersteigt die Summe der Einsätze der Gegenspieler die Banksumme, so zählen die Einsätze vom Nachbarn zur Rechten des Bankiers beginnend, bis die Banksumme erreicht ist (vgl. Prime). Einsätze, die nicht gehalten sind, werden zurückgewiesen, es sei denn, der Bankhalter erhöht das Banco. Setzen die Gegenspieler insgesamt weniger als die aktuelle Banksumme, so wird der überschüssige Betrag entnommen und dem Bankhalter zurückgegeben; um diesen Betrag wird nicht gespielt, er geht „au garage“ oder „au chocolat“, die so reduzierte Summe ist das neue Banco.
Sind die Einsätze getätigt, so teilt der Bankhalter die Karten wie folgt verdeckt aus: die erste erhält derjenige Gegenspieler, der den höchsten Einsatz getätigt hat, d. h. der Ponte, die zweite erhält der Bankhalter, die dritte Karte der Ponte, die vierte wieder der Bankhalter. Den Riten des Spiels entsprechend legt der Bankhalter die Karten für den Ponte auf eine Palette, mit der der Croupier die Karten dem Ponte reicht.

#### Ziehungsregeln für den Ponte
Nun sieht der Ponte seine Karten an und zählt die Augen. Hat der Ponte mit seinen ersten beiden Karten
- 0 bis 4 Punkte, so legt er seine beiden Karten verdeckt nebeneinander auf den Tisch und bittet mit den Worten „Carte, s'il vous plaît.“ (dt. „Karte bitte“) um eine weitere Karte.
- 5 Punkte, so hat er freie Wahl, eine Karte zu ziehen oder stehen zu bleiben.
- 6 oder 7 Punkte, so legt er seine beiden Karten verdeckt übereinander auf den Tisch, sagt „Non, Monsieur“ („Nein, mein Herr“) oder „Reste“ („Passe“) und zeigt damit an, dass er keine weitere Karte ziehen möchte.
- 8 oder 9 Punkte, so deckt er seine Karten auf – man nennt dies ein Naturel bzw. einen Schlag – und sagt „Huit“ („Acht“) oder „Neuf“ („Neun“) bzw. „La petite“ („Kleiner Schlag“) oder „La grande“ („Großer Schlag“); der Bankhalter deckt dann auch auf, in diesem Fall werden keine Drittkarten gezogen.

#### Ziehungsregeln für den Banquier
Hat der Ponte sich erklärt, so deckt der Bankhalter seine Karten auf (er hat sie zuvor noch nicht angesehen). Hat der Bankhalter 8 oder 9 Punkte, so wird eine vonseiten der Ponte gewünschte dritte Karte nicht mehr ausgegeben und gleich abgerechnet; hat der Bankhalter jedoch 7 oder weniger Punkte, so gibt er die eventuell vom Ponte gewünschte Karte offen. Nun erklärt der Bankhalter, ob er ziehen will, oder nicht. Er spielt nach dem Schlitten, wenn er sich an die folgenden Ziehungsregeln (Tableau de tirage) hält:
Hat der Bankhalter
- 7 Punkte, so zieht er niemals eine dritte Karte.
- 6 Punkte, so zieht er nur dann eine dritte Karte, wenn er dem Ponte eine 6 oder eine 7 gibt.
- 5 Punkte, so zieht er eine dritte Karte, wenn er dem Ponte eine 5, 6 oder 7 gibt, oder wenn der Ponte passt; er hat freie Wahl bei Ausgabe einer 4 und passt bei Ausgabe einer 1, 2, 3, 8, 9, 10 oder einer Bildkarte.
- 4 Punkte, so zieht er keine Karte, wenn er dem Ponte eine 1, 8, 9, 10 oder eine Bildkarte gibt, in allen anderen Fällen kauft der Bankhalter.
- 3 Punkte, so zieht er keine dritte Karte, wenn er dem Ponte eine 8 gibt, er hat freie Wahl bei Ausgabe einer 9; in allen anderen Fällen kauft der Bankhalter.
- 0 bis 2 Punkte, so zieht er stets eine dritte Karte.

#### Gewinn und Verlust
Sind beide Parteien bedient, wird abgerechnet; die Partei mit der höheren Punktezahl gewinnt; bei Gleichstand (en cartes) ist der Coup ungültig.
Gewinnt der Bankhalter, so muss er von seinem Gewinn eine Taxe in Höhe von 5 % an die Spielbank zahlen (d. h., er gewinnt im Verhältnis 0,95 zu 1). Der Bankhalter darf in diesem Fall die Bank weiter behalten. Er darf aber kein Kapital entnehmen; die bisherige Banksumme vermehrt um den Gewinn bildet nun das neue Banco. Wenn aber die Einsätze der Pointeure im nächsten Spiel die so vergrößerte Banksumme nicht zur Gänze erreichen, so darf der Bankhalter den Überschuss entnehmen (vgl. oben).
Gewinnen die Pointeure, so erhalten sie einen Gewinn in Höhe des Einsatzes; d. h., sie gewinnen im Verhältnis 1 zu 1, eine Taxe wird hierbei nicht fällig. Der Bankhalter muss nun die Bank abgeben und den Schlitten an seinen Nachbarn zur Rechten weiterschieben. In diesem Fall gilt wieder das sogenannte Minimumbanco (siehe unten).

### Weitere Regeln

#### Banco
Will ein Spieler allein einen Betrag in Höhe der Banksumme (dem Banco) setzen, so sagt er „Banco“ oder „Banco solo“; die Einsätze der anderen Gegenspieler werden zurückgewiesen und der Coup nur zwischen dem Bankier und diesem einen Spieler gespielt. Es können auch zwei Spieler gemeinsam Banco spielen und „Banco à deux“ ansagen.
Will ein Spieler den halben Bankbetrag setzen, so sagt er „Banco avec la table“ oder kurz „Banco avec“; die übrigen Spieler können dann nur noch bis zur Hälfte der en banque befindlichen Summe mitsetzen. Will der Banco-Spieler auch einen nach den Einsätzen der übrigen Pointeure noch verbleibenden Differenzbetrag auf die volle Banksumme spielen, so sagt er „Banco et la table marche“.
Die Ansage Banco solo hat Vorrang vor Banco à deux; Banco à deux hat Vorrang vor Banco avec.

#### Suivi
Hat ein Spieler Banco gespielt und verloren und möchte er erneut Banco spielen, so sagt er „Suivi“; er hat dann das Vorrecht vor jedem anderen Spieler, der auch Banco spielen möchte.

#### Suite
Hat der Bankhalter gewonnen und wünscht die Bank nicht mehr weiter zu halten, so kann er diese abgeben und sein Kapital einschließlich der Gewinne entnehmen, er sagt dann „Il y a une suite.“ oder „La main passe.“ Die Bank wird dann reihum zum aktuellen Banco angeboten; will ein Spieler die Bank übernehmen, so sagt er „Passez-moi les cartes.“ Findet sich aber niemand, der die Bank mit der aktuellen Summe weiterführen möchte, so wird die Bank versteigert. Gibt niemand ein Gebot ab, so geht die Bank an denjenigen Spieler, der ohnedies als nächster Spieler die Bank erhalten würde; dieser muss zumindest das Minimumbanco setzen.
Sobald die Suite fällt, also die Bank verliert, erhält der Spieler zur Rechten des ursprünglichen Bankiers den Schlitten.

#### Prime
Wollen mehrere Spieler Banco spielen, so hat derjenige das Vorrecht (Prime), der näher zur Rechten des Bankhalters sitzt. (Suivi geht jedoch vor Prime.)
Während einer Suite ist für das Prime-Recht der Platz zur Rechten des ursprünglichen Bankiers maßgeblich.
Das Prime-Recht ist auch maßgeblich für die Gültigkeit der Einsätze der Pointeure, falls deren Summe das Banco überschreitet (vgl. oben).

#### Banco double – Verdoppeln der Banksumme
Ein Spieler kann auch auf der Seite des Bankhalters mitspielen, indem er seinerseits Jetons im Wert der aktuellen Banksumme in die Bank einbringt. Bankhalter und Mitbanker sind zu gleichen Teilen an Gewinn und Verlust beteiligt; ein Mitbanker hat aber kein Mitspracherecht bei den Entscheidungen der Bank, z. B. Suite geben oder weiter die Bank halten, Verhalten in den Volonté-Fällen.

#### Limits
Chemin de fer wird im Allgemeinen um sehr hohe Einsätze gespielt. Von der Spielbank wird lediglich ein Minimumbanco, d. h. die Mindestsumme vorgeschrieben, die ein Bankhalter setzen muss, z. B. 100 €. Ein Maximum gibt es nicht.
Der Mindesteinsatz für einen einzelnen Gegenspieler der Bank beträgt gewöhnlich ein Zehntel des Minimumbanco, hier also 10 €. Erreichen die addierten Einsätze aller Pointeure nicht das Minimumbanco, so endet die Partie.

#### Spielende
Prinzipiell könnte das Spiel jederzeit, genauer: nach jedem einzelnen Spiel (Coup) beendet werden, üblicherweise wird eine Partie aber nur am Ende eines Schlittens beendet, d. h. wenn die Karten erneut gemischt werden müssten. Der Betrag, der bei Partieende in der Bank liegt, gehört natürlich dem aktuellen Bankier.

#### Bankvorteil
Verhalten sich beim Chemin de fer beide Parteien im Sinne der Wahrscheinlichkeitsrechnung und der Spieltheorie optimal, so ist der Bankhalter gegenüber den Pointeuren mit ca. 1,28 % im Vorteil.

### Abkömmlinge des Chemin de fer

#### Punto Banco

##### Regeln
Punto Banco unterscheidet sich von Chemin de fer wie folgt:
Die Spieler spielen nicht gegeneinander, sondern gegen die Spielbank; d. h., die Summe der Einsätze auf Punto kann daher die Einsätze auf Banco übersteigen oder umgekehrt. Es gibt natürlich kein Banco, Suivi, Suite etc.
Ein Spieler kann beliebig (innerhalb der vom Kasino vorgegebenen Limits)
- auf Gewinn des Bankhalters (Banco oder Banker) oder
- auf Gewinn der Spieler (Punto oder Player) oder
- auf Unentschieden (Égalité oder Tie) wetten.

Die Auszahlungsquoten sind wie folgt:
- Bank (Banco, Banker): 19:20 bzw. 0,95:1
- Spieler (Punto, Player): 1:1
- Unentschieden (Égalité, Tie): 8:1, manchmal auch 9:1.

Es gibt keine Volonté-Fälle: Die Ziehungsregeln des Punto Banco bestimmen, dass der „Spieler“ (Punto) bei fünf Punkten kaufen muss; ebenso muss der „Bankhalter“ (Banco) bei drei Punkten und Ausgabe einer Neun kaufen, bzw. bei fünf Punkten und Ausgabe einer Vier.
Da diese Ziehungsregeln keine Freiheiten mehr zulassen, kann das Spiel vom Croupier durchgeführt werden, und die Karten werden gleich offen aufgelegt. Diese Spielart ist die heute am häufigsten anzutreffende.

##### Bankvorteil
Im langfristigen Mittel enden 9,54 % der Spiele unentschieden, damit beträgt der Vorteil der Spielbank – bei Punto Banco wettet man ja nicht untereinander, sondern gegen das Kasino – für die Wetten auf Égalité 14,12 %, diese Wette ist somit für den Spieler äußerst nachteilig. Selbst wenn eine Quote von 9:1 statt 8:1 angeboten wird, ist die Wette mit einem Bankvorteil von 4,57 % erheblich nachteiliger als das eigentliche Spiel.
Die Wetten auf Punto bzw. Banco sind annähernd gleichwertig, wobei die Wette auf Banco trotz der 5 %-Commission günstiger ist:
Von den verbleibenden 90,46 % aller Coups gewinnt in
- 50,68 % der Fälle die Wette auf Banco, der Vorteil der Spielbank beträgt aufgrund der Auszahlungsquote von 0,95 zu 1 gerade 1,18 %, und in
- 49,32 % der Fälle die Wette auf Punto, der Vorteil der Spielbank für diese Wetten beträgt somit 1,36 %.

Zum Vergleich: der Bankvorteil bei den einfachen Chancen des Roulette beträgt 1,35 %.
Anmerkungen: Die angegebenen Werte beziehen sich streng genommen auf ein hypothetisches Spiel mit unendlich vielen Kartenpaketen. In der Praxis werden sechs bzw. acht Pakete verwendet, der dadurch entstehende Unterschied ist aber unerheblich.
Beim Commission Free Baccarat entfällt die 5 %-Commission auf gewonnene Banco-Wetten. Die Auszahlung bei Banco ist daher 1:1, ausgenommen der Bankhalter gewinnt mit 6 Punkten – in diesem Fall ist die Auszahlung nur 1:2. Bei dieser Variante beträgt der Bankvorteil 1,46 % und ist dadurch ungünstiger als die Wette auf Punto.

#### American Baccarat
In amerikanischen Kasinos wird Baccarat meist mit acht Paketen, also 416 Karten gespielt; ansonsten ist das Spiel identisch dem Punto Banco, allerdings wird das Zeremoniell des Chemin de fer beibehalten: d. h., die Karten werden nicht gleich offen vom Croupier ausgelegt, sondern von den Gästen des Kasinos gegeben, nach jedem Verlust der Banco-Chance wandert der Schlitten einen Platz weiter etc.

## Baccara banqueoderBaccara à deux tableaux

### Grundregeln
Bei Baccara banque spielt der Bankhalter gegen zwei Parteien von Pointeuren gleichzeitig. Zu Beginn der Partie wird die Bank meistbietend versteigert. Der bei der Auktion erfolgreiche Spieler wird der Bankhalter und übergibt dem Croupier einen Betrag in der Höhe seines Gebots, dieser legt es vor sich als Banco auf den Tisch – das erfolgreiche Gebot ist kein Kaufpreis, sondern bestimmt das anfängliche Spielkapital der Bank. Der Bankhalter nimmt nun an der Mitte einer Längsseite des Tisches dem Croupier gegenüber Platz und spielt gegen die beiden Tischhälften.
Sodann werden die Karten gemischt und coupiert, die neutrale Karte wird bei Baccara banque vor die zehntletzte Karte platziert und der Stapel in den Schlitten gelegt.
Die Pointeure tätigen ihre Einsätze, sodann teilt der Bankhalter die Karten verdeckt wie folgt: Die erste Karte erhält die rechte Tischhälfte, die zweite Karte die linke Tischhälfte, die dritte Karte der Bankhalter, die vierte wieder rechts, die fünfte links, die sechste der Bankhalter.
Nun sieht der Bankhalter seine Karten an: hat er 8 oder 9 Punkte, deckt er auf, die Pointeure ebenso und es wird abgerechnet. Hat er 7 oder weniger Punkte, so legt er seine beiden Karten wieder verdeckt vor sich nieder. Danach nehmen die Pointeure ihre Karten auf und erklären sich, d. h., sie decken auf oder verlangen eine Karte genau so wie der Ponte beim Chemin de fer. Dritte Karten werden offen gegeben, der Bankhalter entscheidet sich, ob er kaufen oder stehenbleiben will, nach Ausgabe der dritten Karten an die Pointeure. Sind alle Parteien bedient, wird abgerechnet.
Beispiel: Nach dem Geben hält der Bankhalter drei Punkte, das rechte Tableau acht Punkte, das linke Tableau fünf Punkte. Der Spieler des rechten Tableaus deckt auf und gewinnt sofort; der Spieler des linken Tableaus hat freie Wahl und entscheidet sich zu kaufen. Der Bankhalter gibt eine Fünf und entscheidet nun ebenfalls zu kaufen und gibt sich eine Sechs. Nun hält die Bank neun Punkte und gewinnt gegen das linke Tableau, das nun null Punkte hält, aber nicht gegen das rechte, da dieser Spieler den Coup bereits durch ein Naturel für sich entschieden hat.
Gewinnt ein Pointeur einen Coup, bzw. ist ein Coup en cartes, so erhält der Pointeur auch im folgenden Coup die Karten; verliert aber der Pointeur, so erhält im nächsten Coup die Karten sein Nachbar.
Im Unterschied zum Chemin de fer darf der Bankhalter beim Baccara banque die Bank auch nach einem verlorenen Coup weiterhalten. Solange ein Spieler die Bank hält, darf er kein Kapital entnehmen; er kann die Bank aber auch jederzeit abgeben (Suite).

### Varianten

#### Baccara à banque ouverte oder Baccara banque à tout va
Das höchste Gebot, das ein Spieler bei der Versteigerung der Bank abgeben kann, ist „Banque ouverte“; d. h., dass er sich verpflichtet, Einsätze in jeder Höhe zu halten („Tous les coups sont tenus.“).
Der Bankhalter muss vor jedem Coup die aktuelle Banksumme auf die Summe der Einsätze der Gegenspieler aufstocken oder die Bank abgeben; Gewinne dürfen wie üblich nicht entnommen werden. Bei Banque ouverte gibt es natürlich keine Banco-Ansage.

#### Baccara à banque limitée oder Baccara banque à hauteur
Wird die Bank nicht zum Höchstgebot Banque ouverte ersteigert, so wird Baccara à banque limitée gespielt, in diesem Fall werden häufig nur drei Pakete benutzt, nämlich zwei Pakete mit gleicher Rückenfarbe und ein drittes Paket mit einer anderen Rückenfarbe.
Hat der Bankier sein gesamtes Spielkapital verloren, so ist die Bank gesprengt, und es muss eine neue Versteigerung erfolgen. In manchen Kasinos ist es dem Bankier jedoch gestattet, die Bank fortzuführen, wenn er dieselbe Summe, mit der er das Spiel begonnen hat, erneut in die Bank einbringt. In früheren Zeiten als die Spielbanken selbst die Bank hielten, wurde, wenn die Bank gesprengt wurde, ein schwarzes Tuch über den Tisch gebreitet.
Übersteigt die Summe der Einsätze der Pointeure den in der Bank befindlichen Betrag, so kann der Bankier diese Einsätze akzeptieren und die Banksumme entsprechend erhöhen; er muss aber dann Banque ouverte erklären und ab dem folgenden Coup Einsätze in beliebiger Höhe zulassen oder die Bank abgeben.

### Weitere Regeln und Ergänzungen

#### Banco
So wie beim Chemin de fer kann man auch beim Baccara banque alleine einen Betrag in Höhe der Banksumme setzen. In diesem Fall muss der Spieler bestimmen, ob er den gesamten Einsatz auf eine Hand, d. h. auf ein Tableau, setzen möchte, oder den Einsatz à cheval auf beide Tischhälften – im letzteren Fall bedeutet dies, dass er auf jedes der beiden Tableaux die halbe Banksumme platziert.
Verliert der Pointeur, der Banco gespielt hat, so steht ihm – wie beim Chemin de fer – das Suivi-Recht zu. Sollte er ein zweites Mal verlieren, so darf er noch ein drittes Mal Banco spielen, aber kein weiteres Mal.
Wollen zwei oder mehr Spieler Banco spielen, so gilt das Prime-Recht, die Rangfolge beginnt mit dem ersten Spieler zur Rechten des Bankiers, dann folgt der erste Spieler zur Linken, dann der zweite zur Rechten usf. Meldet an jeder Tischhälfte ein Spieler Banco an, so spielen die beiden zu gleichen Teilen.

#### Taxe
Auch bei Baccara banque muss der Bankier – sofern nicht die Spielbank selbst die Bank hält – eine Taxe (Cagnotte) an das Kasino entrichten; diese beträgt (einmalig) 2,5 bis 5 % des in die Bank eingebrachten Kapitals. Wird die Taxe stattdessen von den Gewinnen berechnet, so beträgt sie 2 % bei Banque limitée bzw. 1,25 % bei Banque ouverte. Gewinnt der Bankier in einem Coup gegen das höher besetzte Tableau und verliert gegen das andere, so bemisst sich die Taxe an der Differenz der Einsätze auf den beiden Tableaux, d. h., Verluste in einem Coup werden gegen die Gewinne desselben Coups verrechnet.
Ansonsten gelten die Regeln des Chemin de fer.

#### Bankvorteil
Beim Baccara banque kommt es sehr oft vor, dass der Bankhalter gegen das eine Tableau kaufen, gegen das andere aber passen sollte und sich somit nicht gegen beide Tableaux gleichzeitig optimal verhalten kann. Auf diese Weise ist der Vorteil des Bankiers im Vergleich zum Chemin de fer deutlich reduziert, er beträgt nur 0,87 % anstelle von 1,28 % (vgl. oben).